# جوارلی
جوارلی (ترکی آذربایجانی: Cuvarlı) یک منطقهٔ مسکونی در جمهوری آرتساخ است که در استان هادروت واقع شده‌است.